# Ammertzwiller
Ammertzwiller (Duits: Ammerzwiller, Elzassisch: Àmmertzwiller) is een plaats en voormalige gemeente in het Franse departement Haut-Rhin in de regio Grand Est en telt 308 inwoners (2004). De plaats maakt deel uit van het arrondissement Altkirch.

## Spelling van de plaatsnaam
Omdat de 'z' in het Duits als 'tz' wordt uitgesproken maar niet in het Frans werd op 18 november 2016 ter verduidelijking de naam van de gemeente officieel veranderd van Ammerzwiller naar Ammertzwiller.

## Geschiedenis
De gemeente Ammerzwiller maakte deel uit van het kanton Dannemarie tot dat op 22 maart 2015 werd opgeheven en de gemeenten werden opgenomen in het kanton Masevaux.
Op 1 januari 2016 fuseerde Ammertzwiller met Bernwiller tot een commune nouvelle die, hoewel Ammertzwiller de hoofdplaats van de nieuwe gemeente werd, de naam Bernwiller kreeg.

## Geografie
De oppervlakte van Ammerzwiller bedraagt 3,1 km², de bevolkingsdichtheid is 99,4 inwoners per km².
De onderstaande kaart toont de ligging van Ammertzwiller met de belangrijkste infrastructuur en aangrenzende gemeenten.

## Demografie
Onderstaande figuur toont het verloop van het inwonertal.